# 弗克騰斯坦城堡

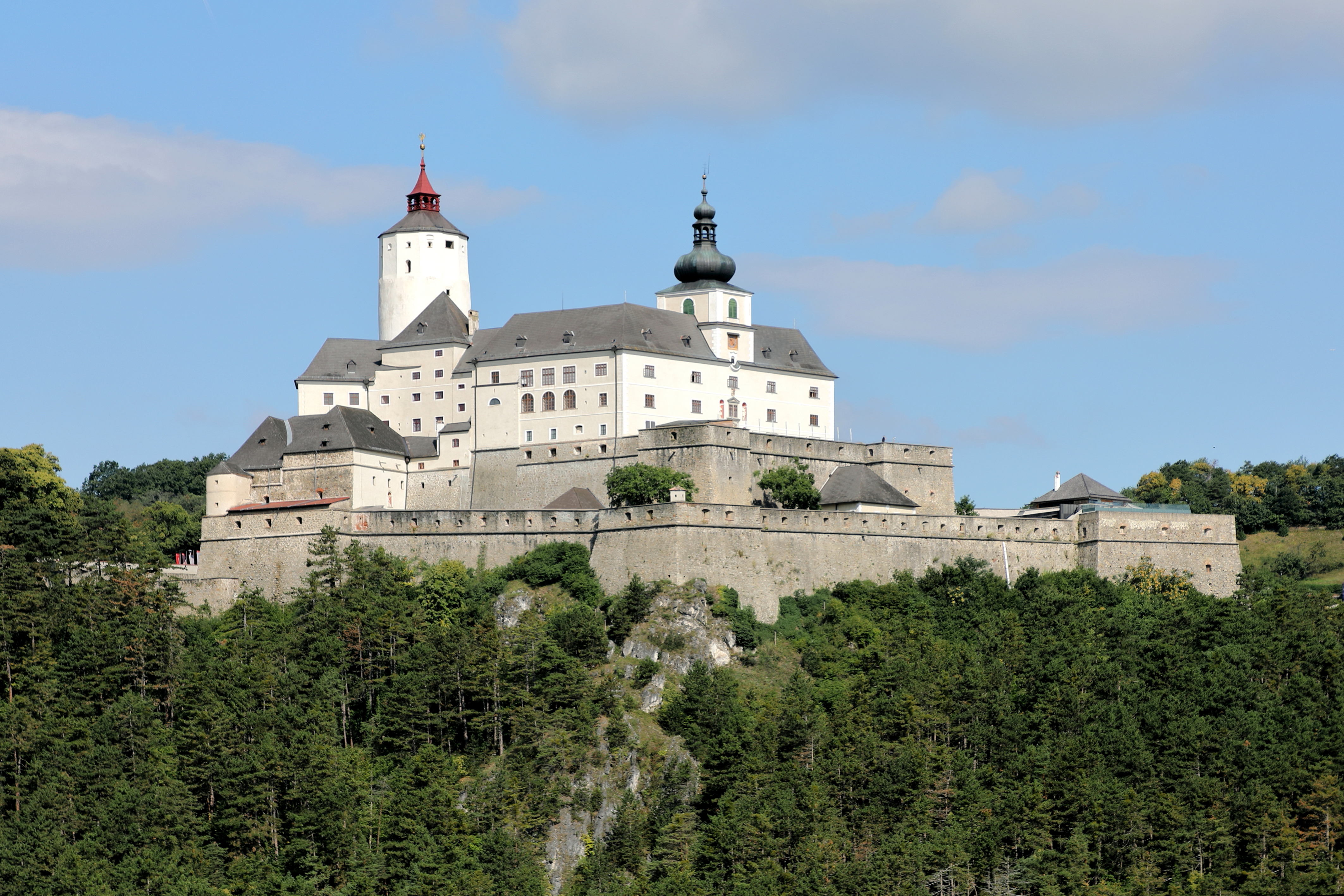

弗克腾斯坦城堡（德語：Burg Forchtenstein）是一座建於中世紀晚期的城堡，靠近奧地利布爾根蘭北部的弗希滕施泰因市。弗克腾斯坦城堡海拔511米。